# Peugeot Spider Cup
De Peugeot Spider Cup is een merkenklasse in Europa. Deze klasse is bedoeld om talent te ontdekken voor de 24 uur van Le Mans. De klasse is ontstaan in 2007.

## Het kampioenschap
Er zijn 10 races, ze rijden in het voorprogramma van de Le Mans Series. Ook rijden ze in het voorprogramma van het WTCC in Pau. De laatste race rijden ze tijdens het Super Serie evenement op Magny-Cours. De puntentelling is als volgt: 20 - 15 - 12 - 10 - 8 - 6 - 4 - 3 - 2 - 1. Ook wordt er één punt gegeven voor de pole position en één punt voor de snelste ronde.

### Prijzengeld
Per race is het prijzengeld:
| Plaats | €    |
| ------ | ---- |
| 1e     | 2500 |
| 2e     | 2200 |
| 3e     | 2000 |

## De auto
Alle auto's in deze klasse zijn gelijk.De voorruit en het dak zijn er af. De auto is een mix van de Peugeot 207, Peugeot 206 en de Peugeot 407. Ze rijden in het bodywork Peugeot 207. De radiateur en de intercooler zijn ook van de 207. De stuurinrichting komt uit de 206. De remmen komen van de 407. Het bodywork van deze auto is erg aangepast. Daardoor lijkt deze auto op een LMP2 Le Mans auto. De auto heeft een 1.6L THP EP6 DTS motor. De motor levert 174pk en een trekkracht van 240Nm. De auto heeft een sequentiële versnellingsbak. De motor krijgt de benzine via directe brandstof injectie. Zonder coureur weegt de auto 720kg.

## Kampioenen
| Jaar | Coureur      | Team      |
| ---- | ------------ | --------- |
| 2007 | Dino Lunardi | RBA Sport |